# Melcombe Regis

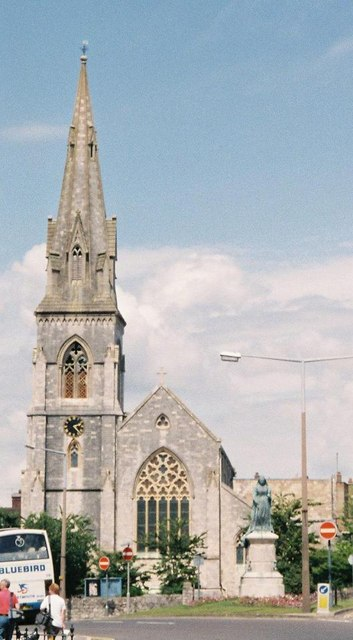
Iglesia parroquial de San Juan Evangelista, Dorchester Road, Melcombe Regis, Weymouth, Dorset, vista desde el sur

Melcombe Regis es actualmente un área de Weymouth, en Dorset, Inglaterra. Situada en la orilla norte del puerto de Weymouth y originalmente parte de los baldíos de Radipole, sólo parece haberse desarrollado como un importante asentamiento y puerto marítimo en el siglo XIII. Fue designado borough en 1268.
Melcombe fue uno de los primeros lugares a los que llegó la peste negra en Inglaterra en el verano de 1348. Es probable que la enfermedad haya sido llevada por los marineros y soldados que regresaban de la Guerra de los Cien Años. Otra teoría apoya la idea de que la enfermedad llegó a bordo de un barco que transportaba especias.
Dos boroughs, Melcombe en la orilla norte y Weymouth en el sur, se unieron como un borough doble en 1571, después de lo cual el nombre de Weymouth comenzó a ser utilizado para referirse a cualquiera de ambos.
Después de dos siglos de decadencia, la fortuna del pueblo cambió dramáticamente gracias al patrocinio del Duque de Gloucester, hermano del rey Jorge III, en la década de 1780, y del rey mismo, quien regularmente viajaba a Melcombe de vacaciones entre 1789 y 1811. El monarca es conmemorado con una prominente estatua frente al mar, recordando la gratitud de los habitantes, y con el famoso Caballo Blanco de Osmington, el cual debido a un lamentable descuido mostraba al rey yéndose del pueblo en vez de entrando en él; se dice que eso lo hizo enfadar tanto que jamás regresó. Las conocidas terrazas de las grandes casas de estilo georgiano frente al mar datan de este período, con edificios adicionales del siglo XIX.
La ciudad se había establecido como un popular destino turístico para el momento en que Jorge III dejó de visitarla, y continuó de esa manera hasta la actualidad.
Weymouth y Melcombe Regis también fue utilizado como base de los Aliados el Día D durante la Segunda Guerra Mundial, y desde entonces funciona en el pueblo una oficina de transbordadores para cruzar el Canal de la Mancha.